# Paranthura australis
Paranthura australis là một loài chân đều trong họ Paranthuridae. Loài này được Haswell miêu tả khoa học năm 1881.